# ريبيكا أرتيس
ريبيكا أرتيس (بالإنجليزية: Rebecca Artis)‏ هي لاعبة غولف أسترالية، ولدت في 28 نوفمبر 1988 في كونابرابران ‏ في أستراليا.

## روابط خارجية
- ريبيكا أرتيس على موقع رابطة أوروبا للاعبات الغولف المحترفات (الإنجليزية)